# Тубифера
Тубифера (лат. Tubifera) — род простейших из класса миксомицетов семейства Ретикуляриевые (Reticulariaceae). Виды рода распространены преимущественно в лесных экосистемах; наблюдаются на мёртвой древесине и листовой подстилке. Обитают в умеренной, тропической и экваториальной зонах, обнаружены на всех континентах, кроме Антарктиды. Спороношения рода Тубифера отличаются довольно крупными размерами (0,5—5 см), и хорошо заметны невооруженным глазом, особенно в молодом состоянии, когда они имеют ярко-розовую, телесную или кремовую окраску. В английском языке известно народное название «mullbery slime mold» — «малиновый слизевик».

## Жизненный цикл
Как и другие миксомицеты, тубиферы имеют сложный жизненный цикл. Споры прорастают с высвобождением амёбоидных клеток, которые развиваются с образованием многоядерного плазмодия. По достижении критической массы, плазмодий преобразуется в плодовое тело — спорофор.

## Описание

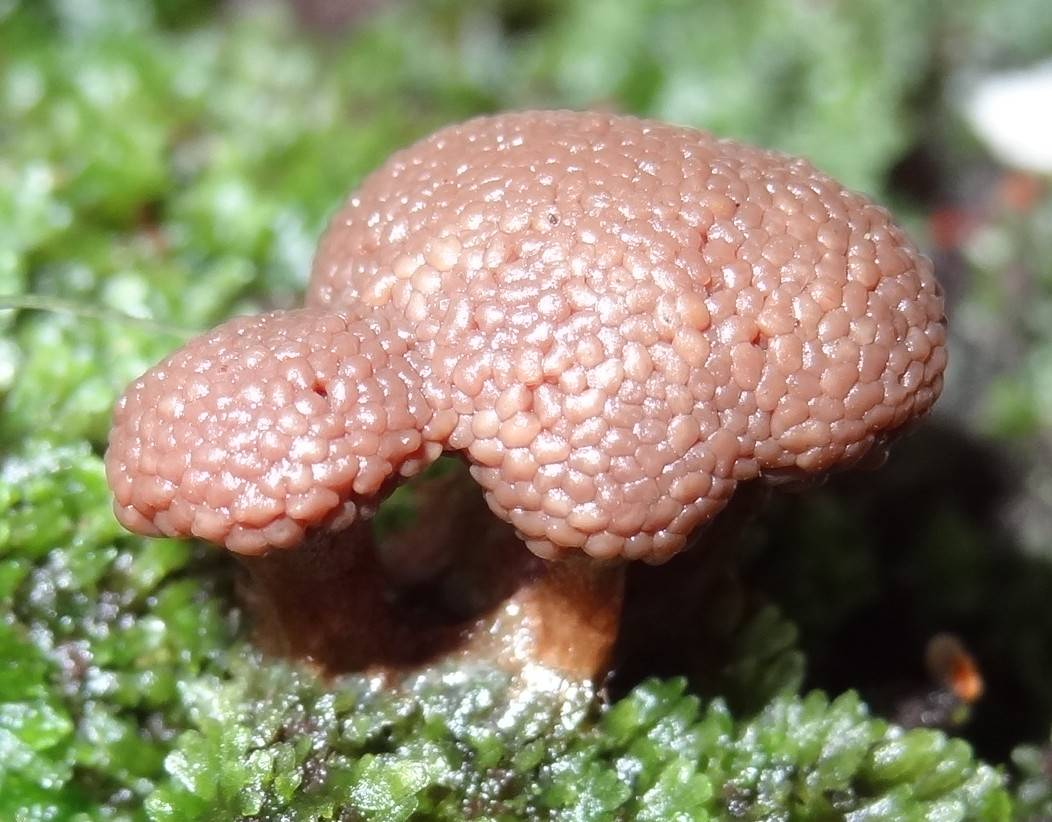
Tubifera microsperma

Спорофоры — псевдоэталии, образованные преимущественно цилиндрическими споротеками; подушковидные, полусферические, распростёртые. Гипоталлюс губчатый, белый, желтоватый или коричневый, может образовывать цилиндрическую ножку. Индивидуальные споротеки цилиндрические, реже сферические или лабиринтовидные, расположены в виде одного или нескольких слоев, в сечении округлые или полигональные от взаимного сжатия; верхушки споротек закругленные, булавовидные, конические или плоские. Перидий пленчатый, эластичный, блестящий или матовый, иногда слабо иридирующий; вскрытие нерегулярное, преимущественно в верхней части. Псевдоколюмелла отсутствует или имеется, коническая или цилиндрическая, иногда срастается с верхушкой споротеки; может образовывать боковые ответвления. Псевдокапиллиций отсутствует, реже имеет вид пленчатых тяжей между перфорированными участками перидия. Споры в массе ржаво-коричневые, реже охряно-коричневые, медно-коричневые; орнаментированы сеточкой, изредка — бородавочками или гребнями, часто с бледной областью. Плазмодий и молодые спорокарпы — различных оттенков розового, при созревании — каштаново-коричневые или черные.

## Географическое распространение
Виды рода Тубифера широко распространены в лесных экосистемах по всему Земному шару. Они обычны в хвойных и широколиственных лесах умеренной зоны Северного полушария (США, Канада, Россия), отмечены в Западной Европе, Индии, Китае, Центральной и Южной Америке, Австралии  (недоступная ссылка).

## Виды

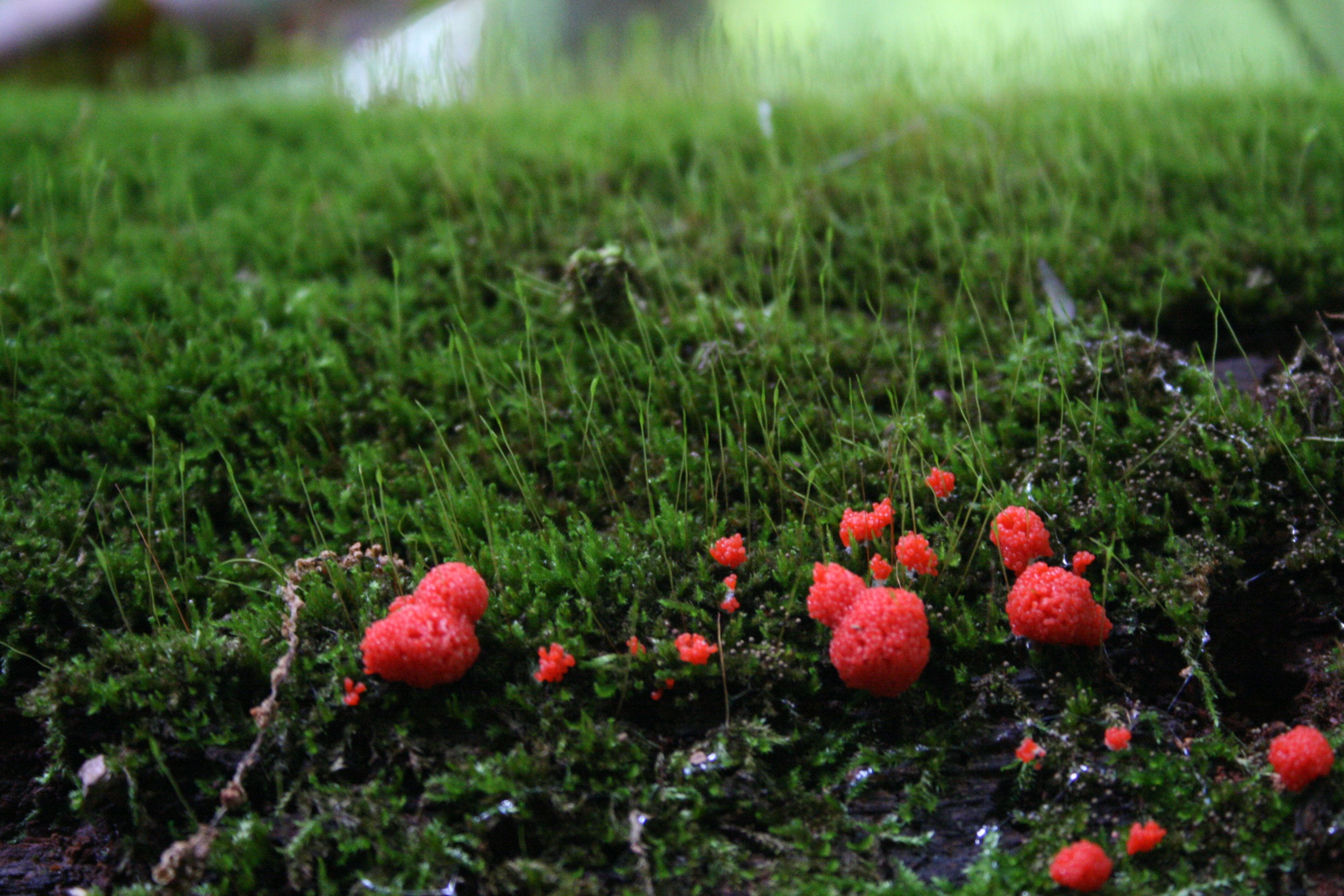
Незрелое спороношение Tubifera ferruginosa

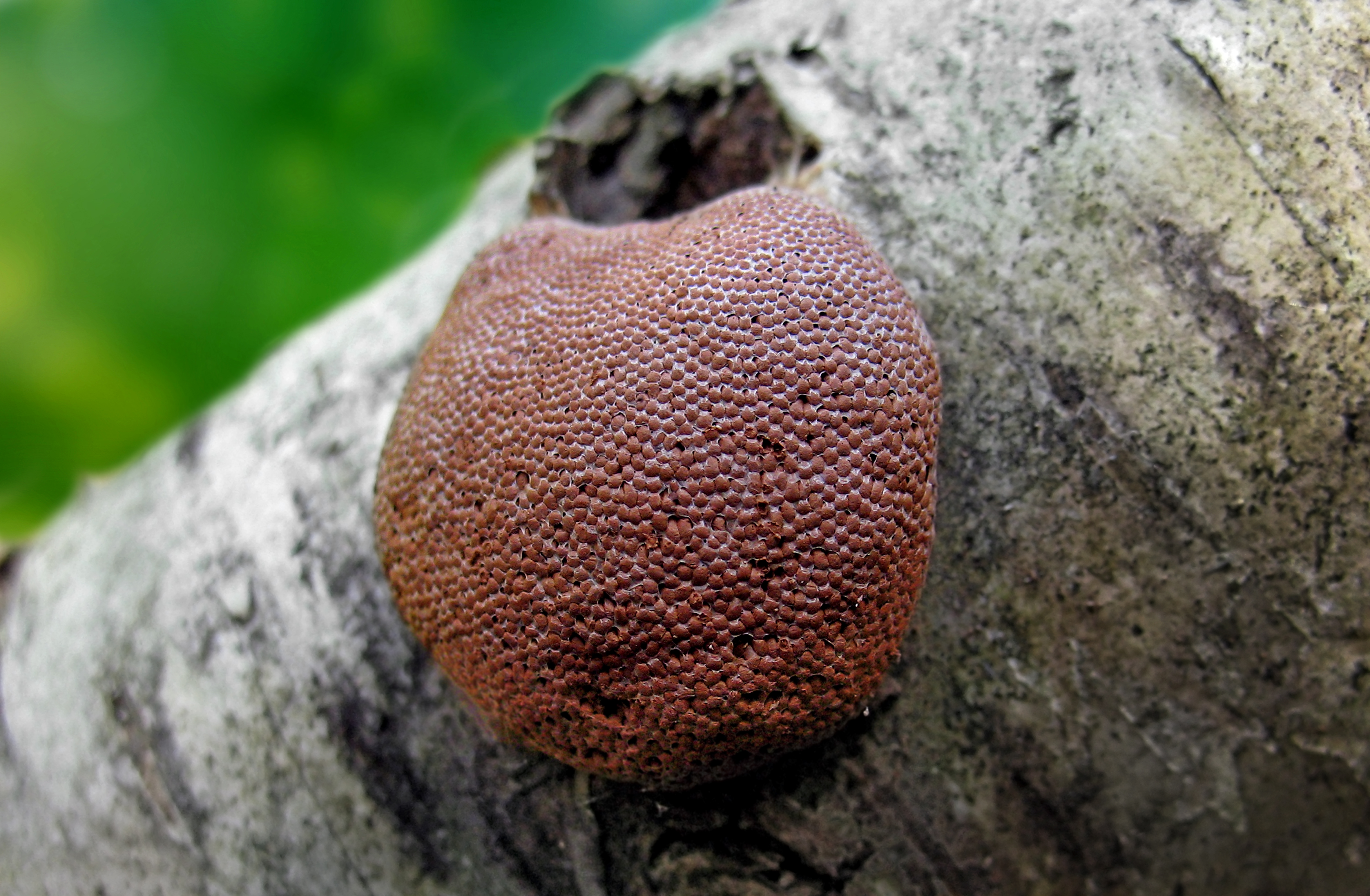
Tubifera applanata

Наиболее известен полиморфный вид T. ferruginosa, повсеместно распространенный в лесах Северного полушария. T. applanata описана из умеренных широт Евразии. Виды T. dimorphotheca и T. bombarda встречаются в экваториальной зоне и Южном полушарии.
В настоящее время род включает 12 видов, в том числе:
- Tubifera applanata[5]
- Tubifera casparyii
- Tubifera corymbosa[6]
- Tubifera dictyoderma
- Tubifera dimorphotheca
- Tubifera dudkae[6]
- Tubifera ferruginosa
- Tubifera magna[6]
- Tubifera microsperma
- Tubifera montana[6]
- Tubifera papillata
- Tubifera pseudomicrosperma[6]

Ранее к роду также относили Alwisia bombarda.